# المجموعة الفردانية (صبغي Y)

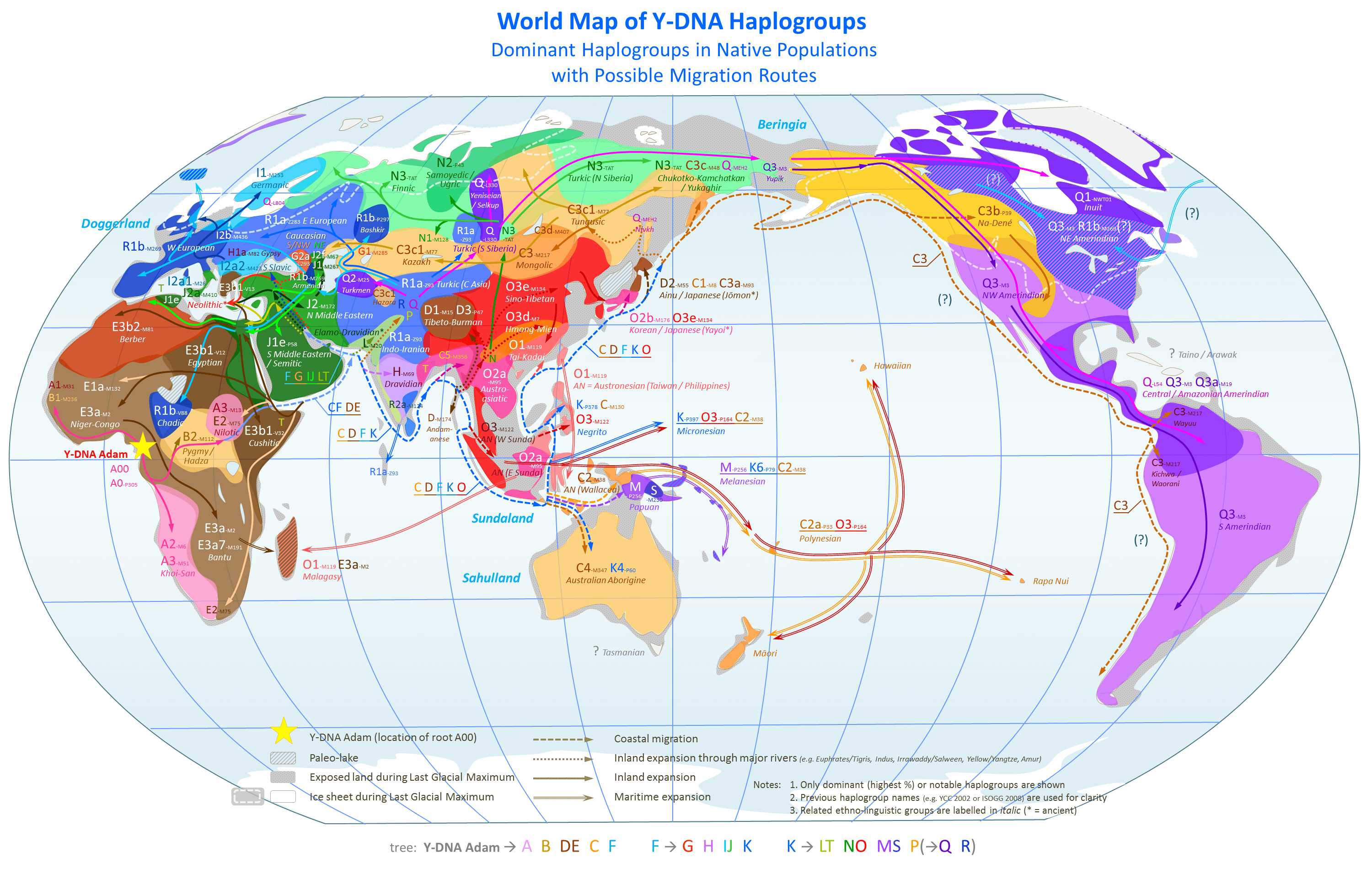
مجموعات فردانية الصبغي Y
المنتشرة غالبا في سكان العالم قبل عهد الاستعمار (أي قبل اختلاط الأوروبيين بشعوب أخرى)، وهي تشير إلى أن انتشار البشر على الأرض كان على امتداد السواحل.

المجموعة الفردانية صبغي Y البشري أو مجموعات فردانية صبغي Y (بالإنجليزية: Haplogroup Chromosom Y)، في علم الوراثة البشرية هو مجموعة جينات بشرية تؤخذ من صبغي Y؛ أي من الأب. يمكن بدراستها تعيين السلالات والنسل، وذلك بتتبع الصفات الوراثية المتوارثة عن الأب والجد وجد الجد، وهكذا؛ فيتتبع الباحث الخط الوراثي الرجالي. كلمة «هابلو» الإغريقية معناها «فردية»، أو «بسيطة». تؤخذ عينات من الرجال وتفحص ما في صبغيات Y من جينات وطفرات في أشكال نوكليوتيد منفرد.فتلك المجموعات الجينية محددة باختلافات في أجزاء الحمض النووي من Y صبغي (يسمى بالإنجليزية Y-DNA) الرجالي. الاختلافات قليلة جدا عند مقارنة طفراتها من شخص إلى شخص أو بين شخص معاصر وأسلافه.
بالمثل أوجد الباحثون طريقة لتتبع السلالة والأنسال على الخط النسائي؛ واختاروا المتقدرات لإجراء بحوث الالمجموعة الفردانية عليها. فالمتقدرات ترثها البنت عن أمها وجدتها، ولا ترثها من الأب أو الجد أو من الفرع الرجالي من الأسلاف. لذلك تسمى المجموعات فردانية المختلفة التي تعبر عن طفرات متوارثة من الأم والجدة وهكذا، أسماها العلماء المجموعة الفردانية المتقدرات. لهذا يجب التفرقة بين مجموعات فردانية صبغي Y (لفرع السلالة الرجالي) عن المجموعات فردانية الميتوكوندرية (لفرع السلالة النسائي).
أنشأ الاتحاد الخاص بهذه الدراسة (YCC) نظاما لتحديد مجموعات فردانية الدنا-Y بأحرف لاتينية من A إلى T، مع إضافة أنواع فرعية باستخدام أعداد وأحرف صغيرة.
آدم Y صبغي هو الاسم الذي أطلقه الباحثون على رجل نظري الذي هو أحدث سلف مشترك من جهة الأب (خط السلالة الأبوي) لجميع البشر الذين هم على قيد الحياة.
صبغي-Y لآدم هو لشخص يعتقد أنه عاش قبل نحو 236.000 سنة وظهر في أفريقيا، وتشير البحوث التي جرت على رجال من مختلف أنحاء العالم إلى أنهم جميعهم من سلالته. وعند فحص رجال أوروبيأسيويين (بين أوروبا وآسيا) فتشير أنهم أتوا جميعا من رجل عاش قبل نحو 69.000 سنة. كما حدثت فيهم طفرات قبل نحو 5.000 سنة، وبالتالي فهم تعود سلالتهم إلى 12 سلالة عاشت قبل نحو 5000 سنة.

## المجموعات الفردانية رئيسية
المجموعات الفردانية Y صبغي الرئيسية تشمل:

### الجدول الملخص
في أعلى الشكل نجد أدم الافتراضي الذي أسماه العلماء آدم صبغي Y، وهو أصل جميع الرجال الذين يعيشون الآن في جميع أنحاء الأرض. هم تفرعوا من هذا الأب. وتشير البحوث انه أنجب فصيلتين من بعده A ، BT؛ حيث حدثت في صبغي y طفرات (تغييرات) تفرق بينهم. ومع مرور الزمن حدثت في أنسالهم طفرات أخرى، وهي طبقا للجدول أعلاه السلالتين B , CT. وهكذا توالت الأنسال. (إن تتابع الرموز المستخدمة لا تعني شيئا هاما بالنسبة للسلالات، وإنما تتابعها يعتمد على توا ريخ اكتشاف الفصائل.)
تشير البحوث إلى أن آدم صبغى Y ظهر في أفريقيا قبل نحو 135 ألف سنة وانتشرت سلالاته في جميع أنحاء الأرض في هجرات متعددة. ويستطيع الباحثون عن طريق فحوصهم لمجموعات فردانية الصبغي Y معرفة أوقات حدوث الهجرات وتتابع مسيراتها.
الجدير بالذكر أيضا أن الباحثين أجروا تلك الفحوص أيضا على نساء من جميع أنحاء العالم، وتشير نتائجهم إلى أنهم أيضا تفرعوا من أم واحدة في القديم أسموها حواء الميتوكوندرية. فنتائج الدراستين تتفق مع بعضها.

### المجموعتين A و B

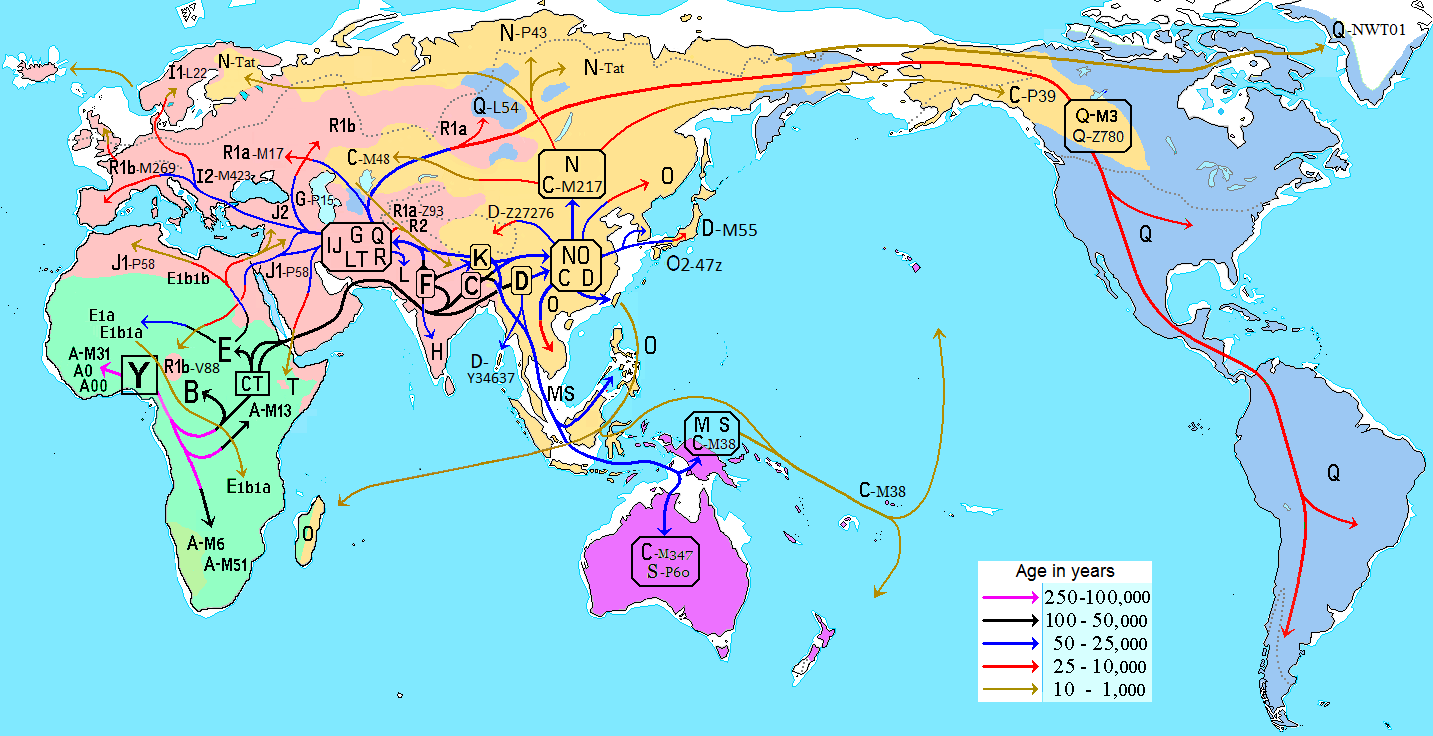
خريضة توضح هجرة الإنسان من أفريقيا وانتشاره في جميع انحاء الأرض طبقا لدراسة صبغي Y.

الالمجموعة الفردانية A والالمجموعة الفردانية B وجدا فقط في جنوب الصحراء الأفريقية (وفي الساكنة المستخرجة من هناك في العصر الحديث، في المقام الأول عن طريق تجارة الرقيق عبر الأطلسي). أول فرع خارج هو A، مع التطفر المميز M91. جميع المجموعات فردانية الأخرى مختصرة ك BT (المشار إليها أيضا YxA).
- المجموعة الفردانية A أي (M91) وجد في إفريقيا، أساسا الالسان البوشمن، إثيوبيين (أساسا يهود الفلاشا) والنيليين
- BT أي (M42, M94, M139, M299) حوالي 55 ألف سنة قبل الحاضر.
  - المجموعة الفردانية B أي (M60) وجد في إفريقيا، أساسا ال أقزام وهادزا
  - CT (انظر أدناه)

### المجموعات (CT) ذات التطفر M168
الطفرة التي تحدد الفرع CT (جميع المجموعات فردانية ما عدا A وB) هي M168 و M294.
- المجموعة الفردانية CF تحددها (P143) عثر عليه خارج أفريقيا، في جميع أنحاء أوراسيا، وأوقيانوسيا، والأمريكتين
  - المجموعة الفردانية C تحددها (M130, M216) عثر عليه في شرق أوراسيا، وأوقيانوسيا، واليابان، وأمريكا الشمالية
    - المجموعة الفردانية C1 تحددها (M8, M105, M131) عثر عليه في اليابان
    - المجموعة الفردانية C2 تحددها (M38) وجدت في إندونيسيا، وغينيا الجديدة، وميلانيزيا، وميكرونيزيا، وبولينيزيا
    - المجموعة الفردانية C3 تحددها (M217, P44) في جميع أنحاء أوراسيا وأمريكا الشمالية، ولكن بصفة خاصة بين المغول، والكازاخ، الشعوب التونغوسية، وبين المتحدثين بلغات سيبيريا الأصلية، وبين شعوب الهنود الحمر الناطقة بلهجات ألاسكا التي تنتمي إلى المجموعة اللغوية نا-دني
    - المجموعة الفردانية C4 تحددها (M347) وجد بين الأبوريجين في أستراليا
    - المجموعة الفردانية C5 تحددها (M356) وجد في شبه القارة الهندية والجزيرة العربية

  - المجموعة الفردانية F تحددها (M89, M213)عثر عليه في جنوب الهند، وسريلانكا، ويونان الصين، وكوريا
    - GT (انظر أدناه)
- المجموعة الفردانية DE تحددها (M1, M145, M203)
  - المجموعة الفردانية D تحددها (M174) وجد في التبت، واليابان، وجزر أندمان
    - المجموعة الفردانية D1 تحددها (M15)
    - المجموعة الفردانية D2 تحددها (M55, M57, M64.1, M179, P12, P37.1, P41.1 (M359.1), 12f2.2)
    - المجموعة الفردانية D3 تحددها (P47)

  - المجموعة الفردانية E تحددها (M40, M96)
    - المجموعة الفردانية E1 تحددها (P147)
      - المجموعة الفردانية E1a تحددها (M33, M132) عثر عليه في أفريقيا؛  E1 سابقا 
      - المجموعة الفردانية E1b تحددها (P177)
        - المجموعة الفردانية E1b1 تحددها (P2, DYS391p); سابقا E3
          - المجموعة الفردانية E1b1a تحددها (M2) عثر عليه في أفريقيا ; سابقا E3a
          - المجموعة الفردانية E1b1b تحددها (M215) عثر عليه في شرق أفريقيا (إثيوبيين وصوماليين)، وشمال أفريقيا (أمازيغ وعرب)، والشرق الأوسط، وأوروبا (خاصة متوسطيين والبلقان)؛  سابقا E3b 

    - المجموعة الفردانية E2 تحددها (M75) عثر عليه في أفريقيا

### المجموعات (GT) التي تنحدر من الالمجموعة الفردانية F

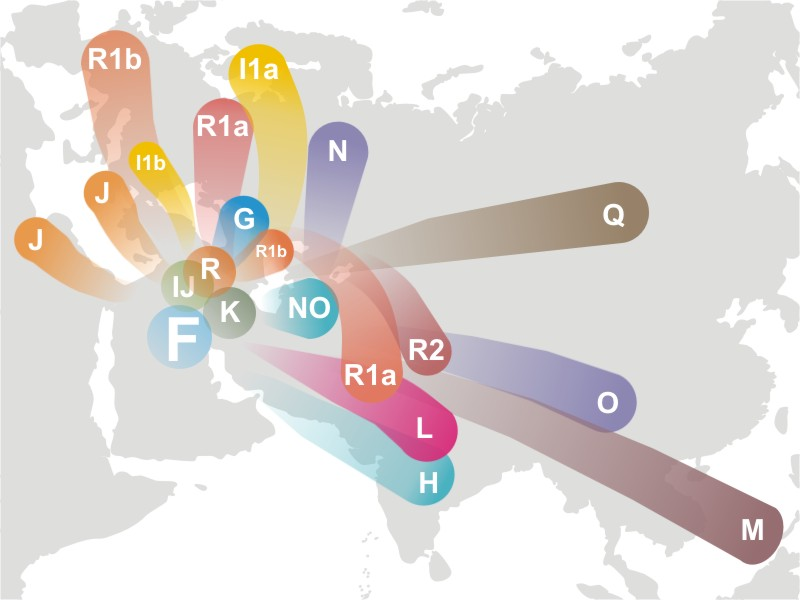
إحدى النظريات الجغرافية لتفرع الالمجموعة الفردانية F والمنحدرين منه.

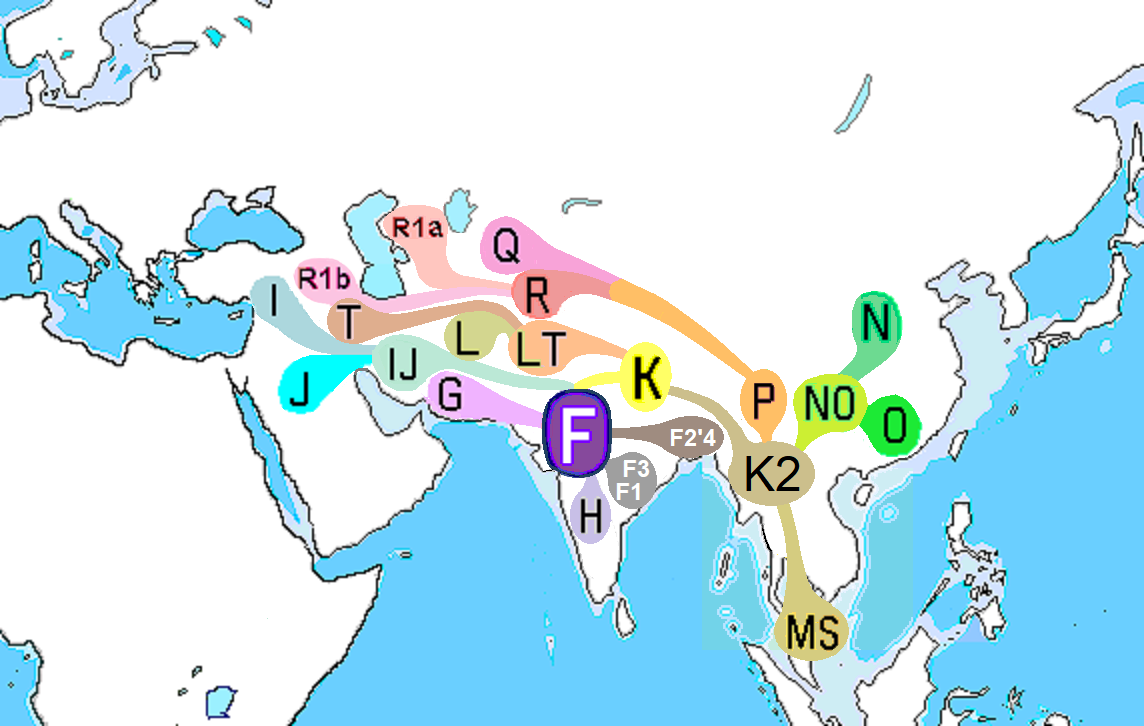
نظرية جغرافية أخرى لتفرع الالمجموعة الفردانية F والمنحدرين منه.

المجموعات التي تنحدر من الالمجموعة الفردانية F وجدت عند نحو 90 ٪ من سكان العالم، تقريبا حصرت خارج جنوب صحراء أفريقيا الكبرى.
- المجموعة الفردانية G تطفرها (M201) وجدت عند العديد من المجموعات العرقية في أوراسيا؛ الأكثر شيوعا في منطقة القوقاز، وإيران، والأناضول؛ في أوروبا أساسا في سردينيا، وكريت، وشمال إيطاليا، وشمال إسبانيا، وتيرول، فضلا عن بوهيميا، ومورافيا؛ وفقط بنسبة 2 ٪ في بريطانيا والنرويج
  - المجموعة الفردانية G1
  - المجموعة الفردانية G2
    - المجموعة الفردانية G2a
      - المجموعة الفردانية G2a1

    - المجموعة الفردانية G2b
    - المجموعة الفردانية G2c (سابقا المجموعة الفردانية G5)
      - المجموعة الفردانية G2c1
- المجموعة الفردانية H تطفرها (M69) وجد في الهند، وسريلانكا
  - المجموعة الفردانية H1
  - المجموعة الفردانية H2
- المجموعة الفردانية IJ تطفرها (P123, P124, P125, P126, P127, P129, P130)
  - المجموعة الفردانية I تطفرها (M170, M258) وجد في أوروبا وفي جزء من الشرق الأدنى
    - المجموعة الفردانية I1 تطفرها (M253) عثر عليه في شمال أوروبا، الدول الإسكندنافية
    - المجموعة الفردانية I2 تطفرها (P215) عثر عليه في جنوب شرق أوروبا، سردينيا

  - المجموعة الفردانية J تطفرها (M304, S6, S34, S35)
    - المجموعة الفردانية J* (قليلة التوزع)
    - المجموعة الفردانية J1 عثر عليها في داغستان شمال القوقاز وفي بلاد ما بين النهرين، وبلاد الشام، وشبه الجزيرة العربية، وإثيوبيا، والسودان، وشمال أفريقيا
    - المجموعة الفردانية J2 تطفرها (M172) وجدت بصفة رئيسية في إيران، وأرمينيا، وأذربيجان، وجورجيا، وأوزبكستان، وحوض البحر الأبيض المتوسط (أساسا في إيطاليا، واليونان، والبلقان)، وفي تركيا، والأكراد، واليهود، والشام
- المجموعة الفردانية LT أو K تطفرها (M9) وجد في غينيا الجديدة، وأستراليا
  - المجموعة الفردانية K1 وجد في جزر سليمان وفيجي
  - المجموعة الفردانية T عثر عليه في أفريقيا (أهم نسبة سجلت بين قبائل الألفبي المسلمة (18%))، وفي الشرق الأوسط، والبحر الأبيض المتوسط، وجنوب آسيا؛ كانت تعرف سابقا باسم المجموعة الفردانية K2
  - المجموعة الفردانية K3 عثر عليه عند شخصين في جنوب آسيا
  - المجموعة الفردانية K4
  - المجموعة الفردانية S عثر عليه في غينيا الجديدة؛ سابقا كان يطلق عليه المجموعة الفردانية K5
  - المجموعة الفردانية K6 عثر عليه في ميلانيزيا
  - المجموعة الفردانية K7 عثر عليه في ميلانيزيا

### المجموعات (LT) التي تنحدر من الالمجموعة الفردانية K
المجموعة الفردانية L وجد أساسا في جنوب آسيا. الالمجموعة الفردانية M أكثر انتشارا في بابوا غينيا الجديدة. NO المجموعة الفردانية ظهر ما بين 35-40 ألف سنة قبل الآن في وسط آسيا.
المجموعة الفردانية N من المحتمل أنه نشأ في منغوليا وانتشر سواء نحو الشرق في سيبيريا ونحو الغرب عثر على أنه أصبح المجموعة الأكثر انتشارا عند الشعوب الأورالية. المجموعة الفردانية O توجد أعلى نسبة له في شرق آسيا وجنوب شرق آسيا، مع نسب ضعيفة في جنوب المحيط الهادئ، ووسط آسيا، وجنوب آسيا. المجموعة الفردانية P تنحدر منه المجموعتين Q و R, ونادرا ما وجد التطفر في غير المجموعتين. يحتمل أنها نشأت في وسط آسيا أو منطقة ألطاي. المجموعة الفردانية Q كذلك نشأ في وسط آسيا، في هجرة نحو الشرق إلى شمال أمريكا.
- المجموعة الفردانية L تحددها (M20) وجد في جنوب آسيا، وسط آسيا، وجنوب غرب آسيا، والبحر الأبيض المتوسط
  - المجموعة الفردانية L1
  - المجموعة الفردانية L2
  - المجموعة الفردانية L3
- المجموعة الفردانية M تحددها (P256) وجد في غينيا الجديدة وميلانيزيا
  - المجموعة الفردانية M1
  - المجموعة الفردانية M2
  - المجموعة الفردانية M3
- المجموعة الفردانية NO تحددها (M214) ما بين 35-40 ألف سنة (قليلة الانتشار)
  - المجموعة الفردانية N تحددها (M231) وجد في أغلب مناطق شمال أوراسيا، أساسا بين الشعوب الأورالية
  - المجموعة الفردانية O تحددها (M175) وجد في شرق آسيا، وجنوب شرق آسيا، وجنوب المحيط الهادئ
- المجموعة الفردانية P تحددها (M45) (قليلة الانتشار)
  - المجموعة الفردانية Q تحددها (MEH2، M242، P36) وجد في سيبيريا وفي ال أمريكيتان
  - المجموعة الفردانية R تحددها (M207، M306) وجد في أوروبا، وغرب آسيا، ووسط آسيا، وجنوب آسيا
- المجموعة الفردانية S (سابقا المجموعة الفردانية K5) وجد في مرتفعات غينيا الجديدة
- المجموعة الفردانية T (سابقا المجموعة الفردانية K2) تحددها (M184، M70، M193، M272) وجد عند أقليات مميزة في صوماليين، وإثيوبين، والألفبي، ومصريين، وعمانيين وصرب؛ كذلك وجد بنسب ضعيفة على ضفاف المتوسطي وجزء من الهند
  - المجموعة الفردانية T1 تحددها (M320)
  - المجموعة الفردانية T2 تحددها (P77)

### المجموعات ذات التطفر M214 التي تنحدر من الالمجموعة الفردانية NO
الالمجموعة الفردانية NO ظهر ما بين 35-40 ألف سنة قبل الآن في آسيا الوسطى.
المجموعة الفردانية N يحتمل أنه نشأ في منغوليا وانتشر شرقا نحو سيبيريا وغربا؛ عثر على أنه أصبح المجموعة الأكثر انتشارا عند الشعوب الأورالية. المجموعة الفردانية O وجد بأعلى نسبه في شرق آسيا وجنوب شرق آسيا، مع نسب ضعيفة في جنوب المحيط الهادئ، وآسيا الوسطى، وجنوب آسيا.
- المجموعة الفردانية NO تحددها (M214) ما بين 35-40 ألف سنة قبل الآن (انتشار ضعيف)
  - المجموعة الفردانية N تحددها (M231) وجد في أغلب مناطق أوراسيا، أساسا بين الشعوب الأورالية
    - المجموعة الفردانية N1 تحددها (LLY22g)
      - المجموعة الفردانية N1a
      - المجموعة الفردانية N1b
      - المجموعة الفردانية N1c

  - المجموعة الفردانية O (M175) وجد في شرق آسيا، وجنوب شرق آسيا، وجنوب المحيط الهادئ
    - المجموعة الفردانية O1 تحددها (MSY2.2) وجد في شرق وجنوب الصين، وتايوان، وجنوب شرق آسيا، أساسا بين أوسترونيسيان وشعوب كراداي
    - المجموعة الفردانية O2 تحددها (P31, M268)
      - المجموعة الفردانية O2a تحددها (M95) وجد في اليابان، وجنوب الصين، وجنوب شرق آسيا، وشبه القارة الهندية، أساسا بين الشعوب الأوستروآسيوية، وشعوب كراداي، مالاي، واندونيسيين
      - المجموعة الفردانية O2b تحددها (SRY465, M176) وجد في اليابان، وكوريا، ومنشوريا، ووجنوب شرق آسيا

    - المجموعة الفردانية O3 تحددها (M122) وجد في جميع أنحاء شرق آسيا، وجنوب شرق آسيا، وأوسترونيزيا

### المجموعات ذات التطفر M45 التي تنحدر من الالمجموعة الفردانية P

رسم توضيحي آخر لتفرعات فصائل صبغي Y (مجموعات فردانية A-T) بادئة من آدم صبغي Y

المجموعة الفردانية P تتضمن فرعين. وهما Q و R. يتقاسمان العلامة المشتركة M45.
المجموعة الفردانية Q
Q تعرف بال SNP M242. يعتقد أنها نشأت في آسيا الوسطى تقريبا ما بين 35-40 ألف سنة مضت. فروع الالمجموعة الفردانية Q مع طفراتها التي تعرفها، بالرجوع إلى شجرة ال 2008 ISOGG موضحة أدناه. قيمة هذه النسب الضعيفة عثر عليها كسلالة Q جديدة (Q5) في الشعوب الهندية
http://www.pubmedcentral.nih.gov/articlerender.fcgi?artid=2258157 BMC Evol Biol 2007.
شجرة ال 2008 ISOGG
- Q علامتها (M242)
  - Q*
  - Q1 علامتها (P36.2)
    - Q1*
    - Q1a علامتها (MEH2)
      - Q1a*
      - Q1a1 علامتها (M120, M265/N14) وجد كنسب قليلة بين صينيين، كوريين، دونجانيين، وشعب هزارة[3][4]
      - Q1a2 علامتها (M25, M143) وجد بنسب ضعيفة بين بعض شعوب جنوب غرب آسيا، ووسط آسيا، وسيبيريا
      - Q1a3 علامتها (M346)
        - Q1a3* وجد بنسب قليلة في باكستان والهند
        - Q1a3a علامتها (M3) نموذجي عند الأمريكيون قدماء ولكن أيضا وجد بنسب قليلة في أوروبا وعبر شمال آسيا
          - Q1a3a*
          - Q1a3a1 علامتها (M19) وجد بين بعض الشعوب الأصلية في أمريكا الجنوبية، مثل التيكونا والYو[5]
          - Q1a3a2 علامتها (M194)
          - Q1a3a3 علامتها (M199, P106, P292)

      - Q1a4 علامتها (P48)
      - Q1a5 علامتها (P89)
      - Q1a6 علامتها (M323) وجد في أقلية مهمة في يهود يمنيين

    - Q1b علامتها (M378) وجد بنسب قليلة بين شعب هزارة وسنديين

المجموعة الفردانية R
المجموعة الفردانية R معرفة بالعلامة M207. المجموعة الفردانية R جلها ممثل في السلالتين R1a و R1b.
R1a على الأرجح نشأت في سهول أوراسيا
- المجموعة الفردانية R1 علامتها (M173) وجد عبر غرب أوراسيا
  - المجموعة الفردانية R1a علامتها (M17) وجد في وسط آسيا، وجنوب آسيا، وجنوب، وشمال وشرق أوروبا
  - المجموعة الفردانية R1b علامتها (M343) وجد في غرب أوروبا، غرب آسيا، وسط آسيا، شمال أفريقيا، وشمال الكامرون
- المجموعة الفردانية R2 علامتها (M124) وجد في وسط آسيا، وأوروبا الشرقية، وفي دول الخليج العربي وغرب وجنوب شبه جزيرة العرب